# 長浜善巳
長浜 善巳（ながはま よしみ、1965年（昭和40年）7月19日 - ）は、日本の政治家。沖縄県恩納村長（2期）。2006年から2014年まで2期8年にわたり恩納村議会議員を歴任した。

## 概要
琉球大学卒業後、会社員のち2006年に村議に初当選し2014年まで2期（8年）務めた。恩納村議員時代は常任委員会として、総務財政文教委員会委員と議会広報委員会委員などを担当。
2015年1月18日投票日の恩納村長選挙にて3259票を獲得し、現職の志喜屋文康氏＝無所属、公明推薦＝を1005票差で破り、初当選した。
選挙戦では当時49歳という若さをアピール。マンネリ化した村政運営を打開し、観光協会の設立や人材育成を通したまちづくりなどを掲げたほか、翁長知事を支え普天間基地の県内移設反対などを求める「建白書」を実現したいと訴えた。
当選後のメディア取材にて「村民の小さな声、若者の声を必ず吸い上げ、村政に反映していく」と述べた。

## 政見・政策
「青と緑の躍動する恩納村」《住んでよく、働いてよく、訪れてよい村》づくりを推進している

### 観光関連産業の振興
沖縄海岸国定公園に指定されている40キロにも及ぶ海岸線など、恩納村の自然環境を資源として活用し、日本でも有数の観光リゾート地として知名度をあげること。
美しい自然環境の保全は重大な責務であると考えており、自然環境の維持保全、自然環境や集落文化を活かした観光産業の更なる発展を政策の大きなポイントとしている。

### その他
- 大学院大学を拠点とした村づくり[6]
- 地域環境問題への取り組み[6]
- 教育・福祉など村民の生活環境の充実[6]
- 少子化・高齢化の進展による福祉社会の充実[6]